# Ла-Моттери, Клод де Ланнуа
Клод де Ланнуа (фр. Claude de Lannoy; 1578 — 21 января 1643), сеньор, затем граф де Ла-Моттери — военный и государственный деятель Испанских Нидерландов.

## Биография
Сын Жака де Ланнуа, сеньора де Ла-Моттери, и Сюзанны де Нуайель, дамы де Поншель.
В 1595 году поступил на службу как солдат благородного происхождения (soldat gentilhomme) в испанский пехотный полк в Нидерландах; 16 мая того же года был назначен капитаном недавно созданной валлонской роты из 200 человек, с которой принимал участие в кампаниях против Франции в 1595—1598 годах.
Был взят в плен в битве при Ниьивпорте (1600); оставался в голландском плену 9 месяцев. После освобождения был приближен к особе эрцгерцога Альбрехта, которого сопровождал при осаде Остенде в 1601 году. 1 сентября 1601 вместе с графом де Крой-Сольром был направлен с поздравлением к Генриху IV в Кале. 6 апреля 1602 года был назначен старшим сержантом терсио валлонской пехоты кампмейстера де Грюйсона.
В конце того же года был отправлен с отрядом в 1300 человек в Слёйс, который был осажден голландцами; затем снова участвовал в осаде Остенде. Комиссионом от 19 февраля 1605 был назначен капитаном роты шеволежеров из 100 человек. В том же году в составе армии Спинолы был при взятии Вахтендонка. В 1606 году участвовал в осаде Рейнберка, где отличился; 9 октября 1606 году был назначен командиром валлонского терсио, сменив Фелипе де Торреса, убитого во время этой осады; с этим терсио он воевал против голландцев до заключения двенадцатилетнего перемирия. 9 февраля 1611 он стал членом Военного совета; также получил командование крепостью Линген в Гелдерне.
После возобновления войны в 1619 году командовал нидерландским корпусом, отправленным в Барселону по просьбе Филиппа III; по возвращении ему было поручено поддержать генерала Амброджо Спинолу в ходе кампании в Пфальце. В августе 1620 Спинола вторгся в Верхний Пфальц, а Ланнуа, повышенный до чина генерал-кампмейстера, двинулся на Кёльн. Затем некоторое время находился в Маастрихте, губернатором которого был назначен, после чего эрцгерцог поручил ему несколько миссий к Валленштейну и Тилли.
Жалованной грамотой Филиппа IV сеньория Ла-Моттери была 26 марта 1628 возведена в ранг графства; 11 мая 1628 Клод де Ланнуа принес оммаж инфанте Изабелле.
В 1629 году его планировали назначить командующим армией для совместных действий с флотом моря-океана, а вскоре Ланнуа получил титул государственного советника Испании. После отъезда Амброджо Спинолы в Нидерландах, в ожидании нового главнокомандующего, был создан Верховный военный совет, составленный из наиболее достойных офицеров, и Клод де Ланнуа был регулярным участником его заседаний.
В 1632 году под командованием Гонсало Фернандеса участвовал в кампании в Германии, поэтому не присутствовал при знаменитой осаде Маастрихта Фредериком Хендриком Оранским. Комиссионом от 1 мая 1634 года Ланнуа был назначен временным губернатором, генерал-капитаном и великим бальи графства Намюр; ему была поручена оборона этой провинции.
Клод де Ланнуа находился в неизменном фаворе в правление Альбрехта и Изабеллы, но в последние годы наместничества кардинала-инфанта на графа поступили доносы в Мадрид. Оливарес потребовал у штатгальтера дополнительных сведений. В январе 1638 кардинал-инфант назначил Ланнуа временным губернатором Люксембурга, но Мадрид отменил назначение. Фердинанд пытался настоять на утверждении кандидатуры графа, но королевский двор остался непреклонен, и Клоду де Ланнуа пришлось довольствоваться губернаторством в менее почетном Намюре, где его утвердили жалованной грамотой в январе 1641. Тем не менее, в 1638 году граф де Ла-Моттери был пожалован в рыцари ордена Золотого руна.

## Семья
1-я жена (22.11.1611, Гравелин): Мари Франсуаза Левассёр (ум. 1617), называемая де Гернонваль, дама де Контевиль, дочь Филиппа Левассёра, сеньора де Гернонваль, барона д'Эскельбек, губернатора Гравелина, и Ливины ван Ньёвенхёйзе, дамы ван Хансбеке
Сын:
- Филипп де Ланнуа (ум. 19.06.1658), граф де Ла-Моттери. Жена 1) (1633): Анна-Жанна де Давр (ум. до 1636), баронесса де Отвиль, дочь Вернье де Давра, сеньора де мирмон и Буа-Сеньор-Изак, и Рене де Ладув, дамы де Отвиль, Сен-Гин и Ривьер; 2) (6.02.1636): Луиза Мишель д'Онньи, графиня де Борепер, баронесса д'Э и де Сомбресс, дочь Максимильена д'Онньи, графа де Борепер, и Марии де Линь

2-я жена: Клодин д'Эльц, баронесса д'Эльц и де Клерво в Люксембурге, дочь Годфруа, барона д'Эльц, и Изабет де Э, баронессы де Клерво
Дети:
- Альберт Эжен де Ланнуа, барон де Клерво. Жена: Анна Маргерита де Ред—Засфельд, дама де Булан, Жюльмон и Трамблёр, вдова Робера д'Аржанто, сеньора д'Ошен
- Мадлен Тереза де Ланнуа. Муж: Альберт ван Схиффарт ван Мероде, барон империи, граф де Вару и де Тиан, барон де Арши